# Bảo Thắng
Pour les articles homonymes, voir Thang.
Dans ce nom, le nom de famille, Nguyễn, précède le nom personnel.
Pour les articles homonymes, voir Bảo Thắng (homonymie).
Titre
Prétendant au trône du Vietnam
28 juillet 2007 – 15 mars 2017
(9 ans, 7 mois et 15 jours)
Nguyễn Phúc Bảo Thắng, né le 30 septembre 1943 à Đà Lạt au Viêt-Nam et mort le 15 mars 2017 dans le 18e arrondissement de Paris,, est un prince vietnamien de la dynastie Nguyễn, fils cadet de l'empereur Bảo Đại du Vietnam et chef de la famille impériale du Viêt Nam de 2007 à sa mort.

## Biographie
Deuxième fils de l'empereur Bảo Đại et de son épouse l'impératrice Nam Phương, il suit sa famille dans son exil en France à partir de 1947. Il est scolarisé à l'École des Roches, à Clères, en Normandie, entre 1954 et 1957, puis au collège d'Adran, à Đà Lạt, au Viêt-Nam.
À la mort de son frère, le prince Bảo Long, le 28 juillet 2007, il lui succède comme chef de la famille impériale Nguyễn.